# Associazione Calcio Fiorentina 1932-1933
Questa voce raccoglie le informazioni riguardanti l'Associazione Calcio Fiorentina nelle competizioni ufficiali della stagione 1932-1933.

## Stagione
La compagine viola finisce il campionato quinta in classifica a pari merito con la Roma.
Petrone in questa stagione venne spostato ad ala destra dall'allenatore Felsner. Questo lo portò ad avere dei contrasti col tecnico. Il 24 marzo 1933 la decisione presa dalla società di schierarsi col tecnico e multare con un'ammenda Petrone, spinse il giocatore ad abbandonare la squadra con una fuga nella notte per far ritorno in Uruguay. Fu il giocatore con più gol segnati complessivamente nei 44 incontri disputati (37 reti).

## Rosa
| N. |                   | Ruolo | Calciatore       |
| -- | ----------------- | ----- | ---------------- |
|    | Italia (bandiera) | P     | Bruno Ballante   |
|    | Italia (bandiera) | D     | Lorenzo Gazzari  |
|    | Italia (bandiera) | D     | Renato Vignolini |
|    | Italia (bandiera) | D     | Giuseppe Bigogno |
|    | Italia (bandiera) | D     | Mario Pizziolo   |
|    | Italia (bandiera) | D     | Bruno Neri       |
|    | Italia (bandiera) | D     | Renzo Magli      |
|    | Italia (bandiera) | C     | Alfredo Pitto    |
|    | Italia (bandiera) | C     | Gastone Prendato |

| N. |                    | Ruolo | Calciatore          |
| -- | ------------------ | ----- | ------------------- |
|    | Italia (bandiera)  | C     | Antonio Busini      |
|    | Italia (bandiera)  | C     | Antonio Bonesini    |
|    | Uruguay (bandiera) | C     | Vicente Sarni       |
|    | Uruguay (bandiera) | C     | Carlos Gringa       |
|    | Italia (bandiera)  | C     | Germán Antonioli    |
|    | Italia (bandiera)  | A     | Raffaele Rivolo     |
|    | Uruguay (bandiera) | A     | Pedro Petrone       |
|    | Italia (bandiera)  | A     | Aldo Giuseppe Borel |
|    | Italia (bandiera)  | A     | Giuseppe Galluzzi   |

## Risultati

### Girone di andata
| Arbitro: | Barlassina (Novara) |

|                                      |           |                  |
| Libonatti 48’, 57’ Silano 86’ (rig.) | Marcatori | 21’, 43’ Petrone |

| Arbitro: | Carraro (Padova) |

|                            |           |           |
| Sarni 12’ Petrone 40’, 55’ | Marcatori | 78’ Notti |

| Arbitro: | Sassi (Roma) |

|             |           |  |
| Rossini 85’ | Marcatori |  |

| Firenze 9 ottobre 1932 4ª giornata | Fiorentina         | 0 – 0 | Ambrosiana-Inter | Stadio Giovanni Berta\| Arbitro: \| Scorzoni (Bologna) \| |
| Arbitro:                           | Scorzoni (Bologna) |       |                  |                                                           |

| Arbitro: | Scarpi (Dolo) |

|                        |           |  |
| Rosa 3’ Rocco 45’, 53’ | Marcatori |  |

| Arbitro: | Barlassina (Novara) |

|                           |           |  |
| Petrone 15’ Antonioli 82’ | Marcatori |  |

| Arbitro: | Carraro (Padova) |

|                       |           |           |
| Vojak 48’ 75’ Benatti | Marcatori | 21’ Sarni |

| Arbitro: | Barlassina (Novara) |

|             |           |             |
| Sansone 30’ | Marcatori | 17’ Petrone |

| Arbitro: | Guarnieri (Milano) |

|                              |           |                                  |
| Petrone 36’ (rig.) Sarni 85’ | Marcatori | 21’ (rig.) Tansini 61’ Perazzolo |

| Arbitro: | Scarpi (Dolo) |

|                                     |           |                         |
| Arcari III 33’ (rig.) Malatesta 47’ | Marcatori | 7’ Borel I 15’ Galluzzi |

| Arbitro: | Ciamberlini (Genova) |

|                                                         |           |                         |
| Costantino 19’ Fasanelli 54’ Eusebio 61’ Costantino 69’ | Marcatori | 9’ Borel I 86’ Galluzzi |

| Arbitro: | Gonani (Ravenna) |

|                                   |           |  |
| Petrone 7’ Pizziolo 83’ Pitto 85’ | Marcatori |  |

| Arbitro: | Mazzarini (Roma) |

|             |           |  |
| Petrone 75’ | Marcatori |  |

| Arbitro: | U.Gama (Milano) |

|           |           |  |
| Piola 10’ | Marcatori |  |

| Arbitro: | Dall'Era (Brescia) |

|           |           |  |
| Sarni 61’ | Marcatori |  |

| Arbitro: | Ciamberlini (Genova) |

|            |           |                                |
| Stella 75’ | Marcatori | 22’ Petrone 57’ (aut.) Borsani |

| Arbitro: | Scarpi (Dolo) |

|                            |           |              |
| Gringa 9’ Petrone 42’, 82’ | Marcatori | 71’ Serafini |

### Girone di ritorno
| Arbitro: | Sassi (Roma) |

|  |           |        |
|  | Marcatori | 12’ Bo |

| Arbitro: | Caironi (Milano) |

|  |           |                                        |
|  | Marcatori | 15’ Busini III 75’ Gringa 77’ Prendato |

| Arbitro: | Giulini (Milano) |

|         |           |  |
| Bigogno | Marcatori |  |

| Arbitro: | Ciamberlini (Genova) |

|                                         |           |             |
| Mihalich 61’ Levratto 81’ Demaria I 83’ | Marcatori | 48’ Borel I |

| Arbitro: | Beretta (Novi Ligure) |

|  |           |           |
|  | Marcatori | 82’ Jones |

| Arbitro: | Mazzarini (Roma) |

|                                  |           |                                       |
| Gilardoni 54’ (rig.) Ferrari 85’ | Marcatori | 15’ Sarni 34’ Borel I 50’, 66’ Gringa |

| Arbitro: | U.Gama (Milano) |

|              |           |  |
| Galluzzi 17’ | Marcatori |  |

| Arbitro: | Mattea (Torino) |

|             |           |  |
| Borel I 78’ | Marcatori |  |

| Arbitro: | Mazzarini (Roma) |

|             |           |             |
| Geremia 50’ | Marcatori | 71’ Borel I |

| Arbitro: | Scorzoni (Bologna) |

|                                                 |           |              |
| Pitto 37’ Sarni 42’ Borel I 62’, 74’ Gringa 89’ | Marcatori | 87’ Magnozzi |

| Firenze 21 maggio 1933 28ª giornata | Fiorentina          | 0 – 0 | Roma | Stadio Giovanni Berta\| Arbitro: \| Barlassina (Novara) \| |
| Arbitro:                            | Barlassina (Novara) |       |      |                                                            |

| Arbitro: | Scorzoni (Bologna) |

|             |           |  |
| Celoria 55’ | Marcatori |  |

| Arbitro: | Ciamberlini (Genova) |

|                                                   |           |  |
| Monti 15’ Borel II 33’ Orsi 34’ Borel II 62’, 63’ | Marcatori |  |

| Arbitro: | Carletti (Ancona) |

|                         |           |  |
| Gringa 32’ Prendato 69’ | Marcatori |  |

| Arbitro: | Mattea (Torino) |

|            |           |                                        |
| Ziroli 52’ | Marcatori | 41’ (aut.) Ingrassia 76’, 87’ Prendato |

| Arbitro: | Gonani (Ravenna) |

|             |           |  |
| Borel I 16’ | Marcatori |  |

| Roma 25 giugno 1933 34ª giornata | Lazio          | 0 – 0 | Fiorentina | Stadio Nazionale del PNF\| Arbitro: \| Zallone[2] (Bari) \| |
| Arbitro:                         | Zallone (Bari) |       |            |                                                             |

## Statistiche

### Statistiche di squadra
| Competizione | Punti | In casa | In casa | In casa | In casa | In casa | In casa | In trasferta | In trasferta | In trasferta | In trasferta | In trasferta | In trasferta | Totale | Totale | Totale | Totale | Totale | Totale | DR  |
| Competizione | Punti | G       | V       | N       | P       | Gf      | Gs      | G            | V            | N            | P            | Gf           | Gs           | G      | V      | N      | P      | Gf     | Gs     | DR  |
| ------------ | ----- | ------- | ------- | ------- | ------- | ------- | ------- | ------------ | ------------ | ------------ | ------------ | ------------ | ------------ | ------ | ------ | ------ | ------ | ------ | ------ | --- |
| Serie A      | 39    | 17      | 11      | 3       | 3       | 26      | 6       | 17           | 5            | 4            | 8            | 22           | 32           | 34     | 16     | 7      | 11     | 48     | 38     | +10 |

### Statistiche dei giocatori
| Giocatore     | Prima Divisione | Prima Divisione |
| Giocatore     | Presenze        | Reti            |
| ------------- | --------------- | --------------- |
| G. Antonioli  | 8               | 1               |
| B. Ballante   | 34              | -38             |
| G. Bigogno    | 27              | 1               |
| A. Bonesini   | 15              | 0               |
| A.G. Borel I  | 16              | 9               |
| A. Busini III | 24              | 1               |
| G. Galluzzi   | 8               | 0               |
| L. Gazzari    | 31              | 0               |
| C. Gringa     | 25              | 7               |
| R. Magli      | 3               | 0               |
| B. Neri       | 18              | 0               |
| P. Petrone    | 17              | 12              |
| A. Pitto      | 25              | 2               |
| M. Pizziolo   | 31              | 1               |
| G. Prendato   | 24              | 4               |
| R. Rivolo     | 11              | 0               |
| V. Sarni      | 23              | 6               |
| R. Vignolini  | 34              | 0               |